# Алън Прайс
Алън Прайс (на английски: Alan Price) е английски музикант, който придобива известност покрай работата си като кийбордист с британската банда Енимълс.

## Биография
Роден е на 19 април 1942 г. във Фетфилд, село в общината на Уошингтън, тогава в графство Дърам, а сега в Тайн и Уиър.
Прайс получава своето образование в Джероу Гремър Скул, намиращо се в Южен Тайнсайд. Сам се обучава да свири и е сред основателите на групата от Тайнсайд, Алън Прайс Ритъм Енд Блус Комбо, което по-късно се преименува на Енимълс. Сред големите успехи на бандата са House of the Rising Sun, Don't Let Me Be Misunderstood и Bring It On Home To Me, в които Прайс свири на орган.
След като изоставя Енимълс, той е добре посрещнат при работата със своята Алън Прайс Сет, а по-късно и Джорджи Фейм. Той приковава на вниманието на по-големи групи от хора творчеството на Ренди Нюман. По-късно работи в свое собствено телевизионно предаване, и отново е в центъра на музикалните събития с филмова музика, включително за саундтрака към филма от 1973 г. О, щастливецо!, и като автор на музиката за мюзикъла Анди Кап. Има участия и във филмови и телевизионни продукции.